# Дхамра – Бокаро
Дхамра – Бокаро – газопровід у Індії, складова частина проекту Джагдішпур – Халдія – Бокаро – Дхамра (JHBDPL).
Трубопровід, що прямує по території штатів Одіша та Джаркханд, є південною гілкою JHBDPL. Він забезпечує сполучення порту Дхамра, де в 2023 році почав роботу термінал для прийому зрідженого природного газу, із газопроводом Фулпур – Халдія, через який можливий доступ до споживачів цілого ряду штатів. 
Втім, в залежності від ситуації з ресурсом у різних пунктах індійської газотранспортної системи, трубопровід може транспортувати блакитне паливо і від Бокаро, як це відбувалось на етапі будівництва, коли першою спорудили секцію Бокаро – Ангул. Крім того, в середині 2020-х в район Дхарсугуда (між Ангул та Бокаро) має з'явитись сполучення із бідирекціональним газопроводом Мумбаї – Нагпур – Дхарсугуда.
Довжина головного трубопроводу становить 740 км. Для більшої його частини обрали діаметр 750 мм, але наближений до терміналу ЗПГ відтинок Дхамра – Ангул завдовжки 207 км виконаний в діаметрі 900 мм. Ділянка Бокаро – Ангул стала до ладу в 2022-му, Дхамра – Ангул завершили на початку 2023-го.
У штаті Одіша газопровід має два великі відгалуження:
- довжиною 109 км та діаметром 300 мм до Бхубанесвара (введений в дію у березні 2023);
- завдовжки 80 км та діаметром 450/300 мм до Парадіпа, яке, зокрема, живить нафтопереробний завод компанії IOC (станом на кінець червня 2023-го це відгалуження досягнуло будівельної готовності).